# 贺斯格乌拉农牧场
贺斯格乌拉农牧场，是中国内蒙古自治区锡林郭勒盟东乌珠穆沁旗下辖的一个类似乡级单位。

## 行政区划
贺斯格乌拉农牧场共辖以下地区：
贺斯格乌拉牧场虚拟。